# Васил Хаджипетров
Васил Хаджипетров или Петров е български революционер, деец на Вътрешната македоно-одринска революционна организация.

## Биография
Васил Хаджипетров е роден през 1871 година в неврокопското село Гайтаниново, тогава в Османската империя. По професия е учител и преподава в Неврокоп, Горна Джумая и други. През 1903 година е ръководител на Горноджумайския околийски комитет на ВМОРО и като такъв участва на Серския окръжен конгрес от 1905 година. През 1907 година е член на Неврокопския околийски комитет. Привърженик е на санданистите. По време на Септемврийското въстание в 1923 година, макар и бивш санданист, сътрудничи на ВМРО. Умира през 1933 година в Пловдив.